# Malachit
Malachit – minerał z gromady węglanów, będący zasadowym węglanem miedzi. Należy do minerałów pospolitych, szeroko rozpowszechnionych na Ziemi.
Nazwa pochodzi od greckiego μαλάχη, malache (malwa) i μαλακός, malakos (miękki) – aluzja do zielonej barwy minerału i jego niewielkiej twardości.

## Właściwości
Bardzo rzadko tworzy kryształy o pokroju słupkowym, płytkowym, igiełkowym lub włosowym; często występują zbliźniaczenia. Występuje w skupieniach zbitych, wiązkowych, ziemistych, nerkowatych, kulistych, groniastych, naciekowych w formie włóknistej, promienistej lub koncentrycznej. Tworzy naskorupienia i naloty, impregnacje i pseudomorfozy po azurycie, lazurycie, kuprycie, kalcycie, miedzi, chalkozynie, atakamicie, tetraedycie, cerusycie. Malachit występuje zwykle w postaci ciemnobrunatnych (czarnych) nacieków lub skupień nerkowatych. Jest przeświecający do nieprzezroczystego (bardzo rzadko jest przezroczysty). Często wykazuje budowę pasiastą, wstęgową lub słojową. Ma różny połysk; kryształy zazwyczaj szklisty do diamentowego, skupienia zbite odznaczają się szklistym bądź tłustym, natomiast formy włókniste, igiełkowe i promieniste - jedwabistym do aksamitnego, z kolei ziemiste są matowe. Zawiera czasami domieszki cynku, wapnia czy krzemu. Tworzy zbite mieszaniny mineralne z azurytem – azurmalachit; chryzokolą, turkusem, pseudomalachitem – ejlatyt. Barwi płomień na zielono. Rozpuszczalny w kwasach.

## Występowanie
Malachit występuje jako minerał wtórny, w strefach utleniania złóż kruszców miedzi, razem z azurytem i kuprytem, kalcytem, chryzokolą, duftytem czy pseudomalachitem. Innymi minerałami towarzyszącymi mu są m.in. goethyt, brochantyt, baryt, złoto, oliwenit, konichalcyt czy tyrolit.
Miejsca występowania:
- Rosja (Ural) – ze złoża gumiszewskiego wydobywa się malachitowe bryły o masie dochodzącej do 60 t; ze złoża miednorudnianskiego do 1,5 t[2].
- USA – w kopalni Bisbee w Arizonie pozyskiwano bloki do 4,5 t[2].
- Zambia, Namibia, Demokratyczna Republika Konga, Australia, Kazachstan, Wielka Brytania, Mongolia, Chiny, Indie, RPA, Meksyk, Maroko, Francja, Austria, Niemcy[5][6][2].
- W Polsce w niewielkich ilościach w woj. świętokrzyskim (Miedzianka, Miedziana Góra) oraz na Dolnym Śląsku na Pogórzu Kaczawskim, w Rudawach Janowickich, Kletnie, oraz na Ornaku (Tatry)[3][6][2].

## Zastosowanie
- W jubilerstwie – wysoko ceniony kamień ozdobny, stosowany zwykle w postaci kaboszonów do wyrobu artystycznej biżuterii i ozdób. Szlifowany też kuliście[1]. O atrakcyjności kamieni stanowi bogata, wzorzysta budowa wewnętrzna, dobrze widoczna po wypolerowaniu[7][2].
  - od starożytności używano go do wyrobu kamei i gemm.
  - w średniowieczu do ozdoby insygniów monarszych, relikwiarzy i ksiąg.
  - szczególnie popularny był w klasycyzmie.
- W architekturze stosowany jako okładzina ścian, kolumn – np. sala malachitowa w Ermitażu; z malachitu wykonane były prawdopodobnie kolumny świątyni Artemidy w Efezie[8][9][2].
- W malarstwie malachitu używa się jako pigmentu (nie mylić z zielenią malachitową).
- W sztuce zdobniczej i rzeźbiarstwie artystycznym, czego przykładem są wazy, lichtarze, zastawy stołowe i inne.
- Jako źródło otrzymywania miedzi (ok. 57% Cu).

## Galeria

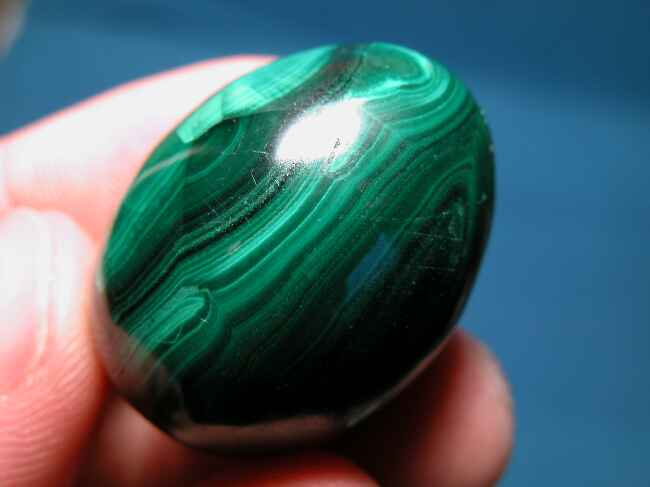
malachit – kaboszon
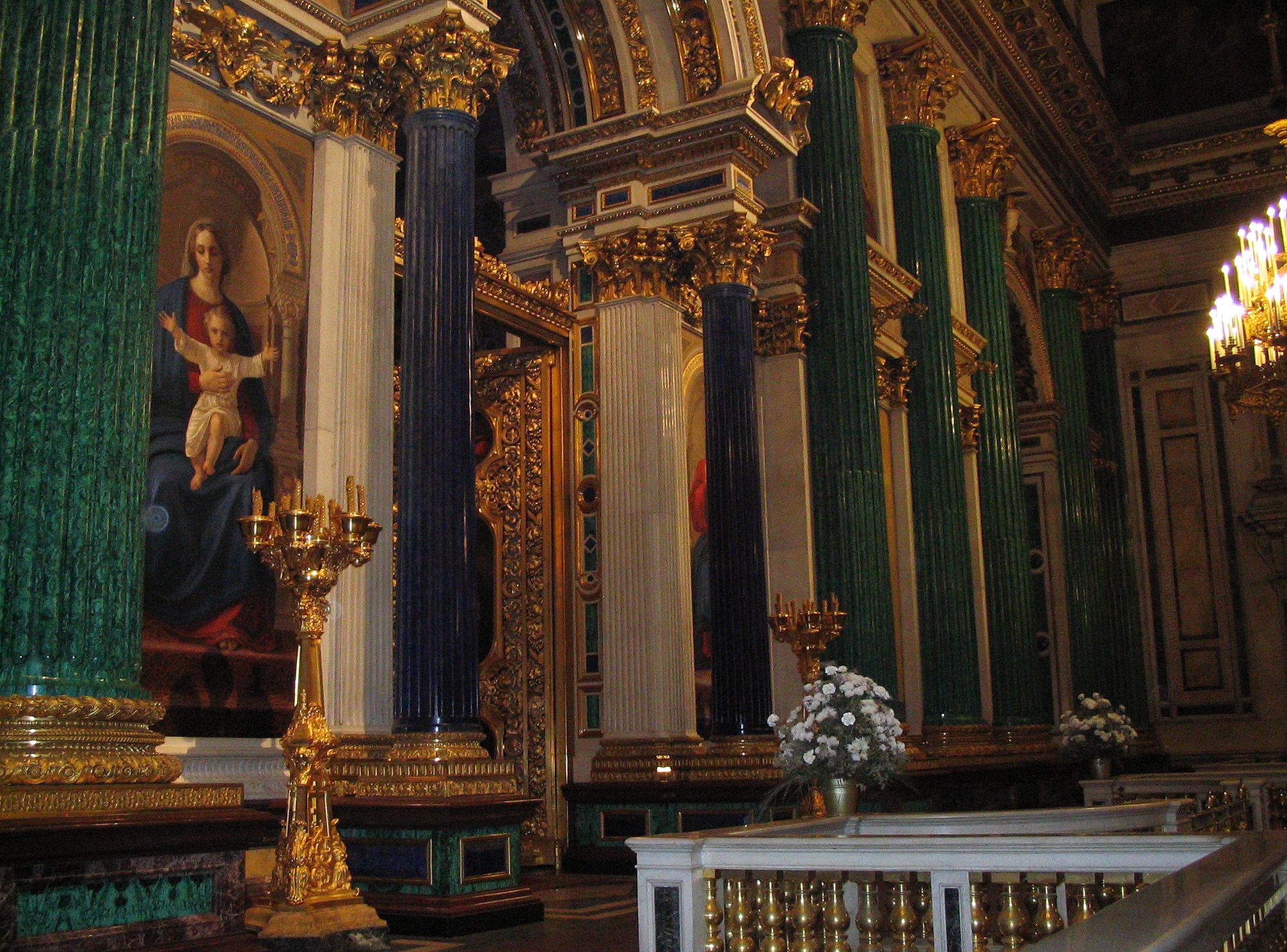
wnętrze soboru św. Izaaka z malachitowymi kolumnami
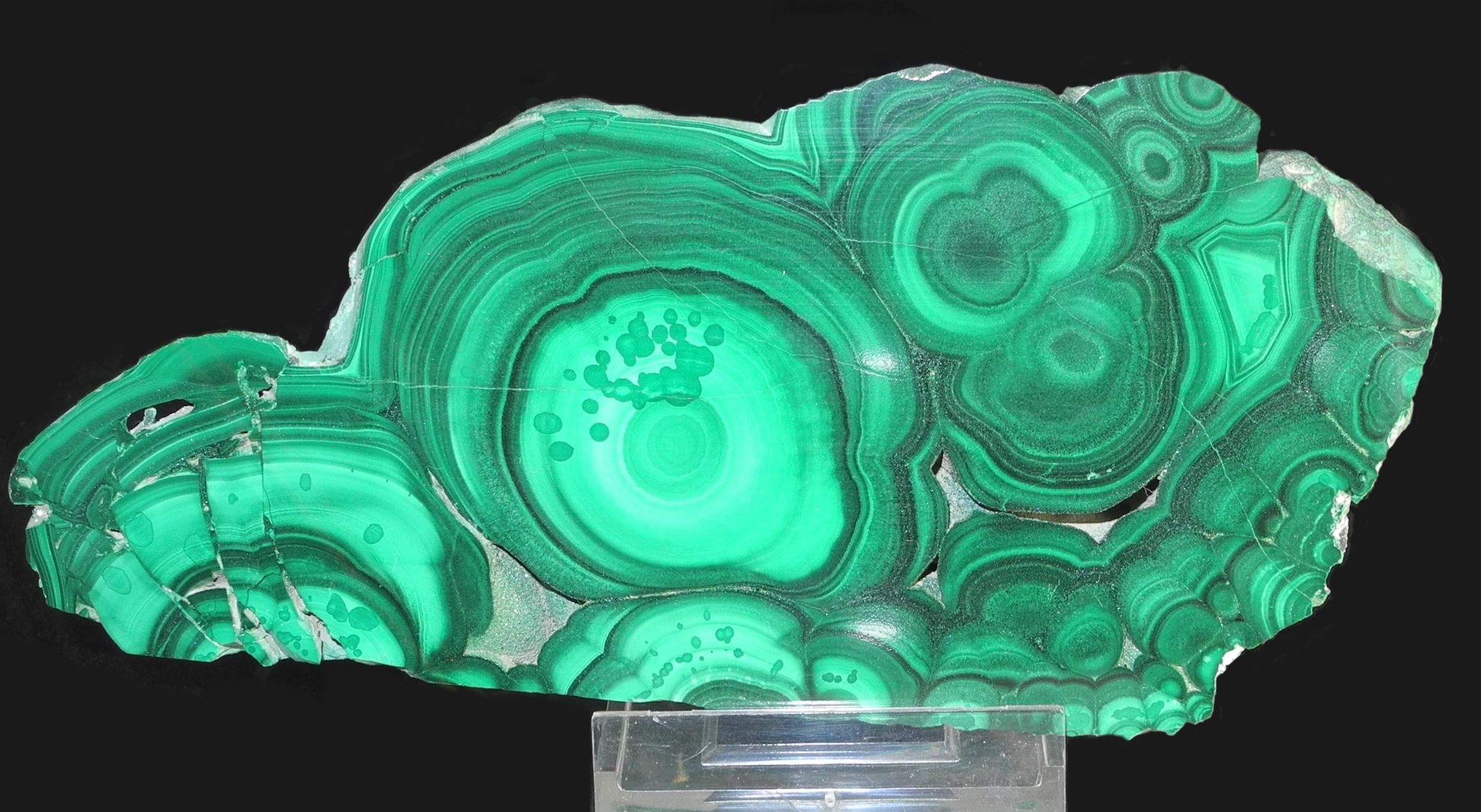
malachit w Muzeum Mineralogicznym im. Kazimierza Maślankiewicza we Wrocławiu